# Teleogryllus fallaciosus
Teleogryllus fallaciosus är en insektsart som först beskrevs av Tokuichi Shiraki 1930.  Teleogryllus fallaciosus ingår i släktet Teleogryllus och familjen syrsor. Inga underarter finns listade i Catalogue of Life.